# Microdajus langi
Microdajus langi är en kräftdjursart som beskrevs av Greve 1965. Microdajus langi ingår i släktet Microdajus och familjen Microdajidae. Inga underarter finns listade i Catalogue of Life.